# Książki (gemeente)
De gemeente Książki is een landgemeente in het Poolse woiwodschap Koejavië-Pommeren, in powiat Wąbrzeski.
De zetel van de gemeente is in Książki.
Op 30 juni 2004 telde de gemeente 4284 inwoners.

## Oppervlakte gegevens
In 2002 bedroeg de totale oppervlakte van gemeente Książki 86,54 km², waarvan:
- agrarisch gebied: 88%
- bossen: 1%

De gemeente beslaat 17,26% van de totale oppervlakte van de powiat.

## Demografie
Stand op 30 juni 2004:
| Omschrijving                   | Totaal | Totaal | Vrouwen | Vrouwen | Mannen | Mannen |
| ------------------------------ | ------ | ------ | ------- | ------- | ------ | ------ |
| eenheid                        | aantal | %      | aantal  | %       | aantal | %      |
| inwoners                       | 4284   | 100    | 2124    | 49,6    | 2160   | 50,4   |
| bevolkingsdichtheid (inw./km²) | 49,5   | 49,5   | 24,5    | 24,5    | 25     | 25     |

In 2002 bedroeg het gemiddelde inkomen per inwoner 1663,38 zł.

## Administratieve plaatsen (sołectwo)
Blizno, Blizienko, Brudzawki, Książki, Łopatki, Osieczek, Szczuplinki, Zaskocz.

## Aangrenzende gemeenten
Bobrowo, Dębowa Łąka, Jabłonowo Pomorskie, Radzyń Chełmiński, Świecie nad Osą, Wąbrzeźno